# Synagoge (Soragna)

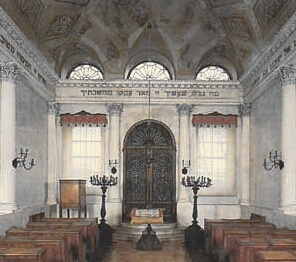
Synagoge in Soragna

Die Synagoge in Soragna, einer Stadt in der italienischen Region Emilia-Romagna, wurde 1855 eingerichtet. Die Synagoge befindet sich in der Via Cavour 43.
Die neoklassizistische Synagoge wurde in einem Palast des 16. Jahrhunderts eingerichtet. Seit den 1980er Jahren ist die Synagoge ein Teil des Museo ebraico Fausto Levi, das die jüdische Geschichte der Region darstellt.